# 塘汇街道
塘汇街道是中华人民共和国浙江省嘉兴市秀洲区下辖的一个街道办事处。

## 行政区划
塘汇街道下辖以下村级行政区划单位：
华玉社区、永政社区、锦绣社区、新禾家苑社区和茶香坊社区。